# 土井茂 (実業家)
土井 茂（どい しげる）は、日本の実業家。アークレイ株式会社（旧株式会社京都第一科学）会長、社団法人日本臨床検査薬協会理事。

## 概要
兵庫県神戸市生まれ。静岡薬科大学卒業。
- 1990年 - 父親の経営する京都第一科学に入社。
- 1994年 - 代表取締役社長に就任。2000年にアークレイ株式会社に社名変更を行い、血糖値の自己検査機器市場の開拓に注力する。
- 2012年 - 代表取締役会長に就任。

## 略歴
- 1990年 - 株式会社京都第一科学に入社。
- 1991年 - 株式会社京都第一科学取締役に就任。
- 1994年 - 株式会社京都第一科学代表取締役社長に就任。
- 2000年 - この年の6月10日が会社創立40周年に当たることから、社名をブランドネームであるARKRAYを冠したアークレイ株式会社に変更。代表取締役社長（CEO）に就任。
- 2007年 - 管領細川満元の邸宅跡地に、金工師後藤長乗・覚乗父子が築いた庭園「擁翠園」を研究棟用地として購入。
- 2012年 - アークレイ株式会社代表取締役会長に就任。

## 擁翠園
その後、日本郵政公社の京都貯金事務センターの跡地の入札に参加し、41億円にて買収する。この跡地には、室町時代の管領である細川満元が築いた邸宅にはじまる庭園があり、江戸時代に征夷大将軍となった徳川家康より与えられた金工師後藤長乗が造営、子の覚乗が小堀遠州に依頼し、補作した。
アークレイグループの研究施設の移設と併せ、庭園を整備した。